# Wakō
Wakō (chinês: 倭寇, pinyin: Wōkòu; em japonês:  倭寇; hepburn: Wakō; em coreano:  왜구, em hanja: 倭寇, romanização: Waegu), que se traduz literalmente como "piratas japoneses", é um termo usado para descrever piratas que invadiram as costas da China e da Coreia do século XIII ao século XVI. Os wokous vieram de etnias japonesas, coreanas e chinesas que variaram ao longo do tempo e invadiram o continente a partir de ilhas no Mar do Japão e no Mar da China Oriental. A atividade wokou na Coreia diminuiu após o Tratado de Gyehae em 1443,mas continuou na Dinastia Ming e atingiu o pico durante os ataques wokous na era Jiajing em meados de 1500, mas as represálias chinesas e fortes repressões contra piratas pelas autoridades japonesas viram wokous praticamente desaparecerem por volta de 1600.

## Controvérsia sobre identidade

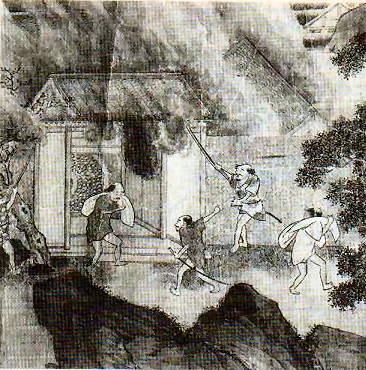
Ataques wokous, pintura do século XIV

A identidade wokou é contestada, com várias teorias sobre a composição étnica e origem nacional dos piratas.
Takeo Tanaka, da Universidade de Tóquio, propôs em 1966 que os primeiros wokous eram coreanos que viviam nessas ilhas periféricas. Nos Anais da Dinastia Joseon, a seção dedicada a Sejong, o Grande, relata que um vassalo chamado Yi Sun-mong (em coreano: 이순몽 ; hanja: 李順蒙, 1386–1449) disse a seu monarca que "ouviu dizer que no final do período Goryeo, wokous vagavam (pelo país) e os camponeses não podiam resistir a eles, mas que, no entanto, apenas um ou dois (de dez) foram causados por japoneses (reais). Alguns dos camponeses vestiram roupas japonesas imitativamente, formaram um grupo e causaram problemas [...] para acabar com todos os males, não há nada mais urgente do que o Hopae (sistema de identificação pessoal)". No entanto, Yi fez não viveu durante a dinastia Goryeo e provavelmente estava relatando rumores ou lendas em oposição a evidências documentadas sólidas. Além disso, o discurso de Yi concentra-se em como a segurança nacional estava se deteriorando e como exigia atenção especial; é possível que ele tenha feito uso de informações não confiáveis informações para apoiar seu ponto. A afirmação de Yi, portanto, não é altamente valorizada como fonte wokou por outros pesquisadores. A crônica Goryeosa registra 529 incursões wokous durante o período de 1223-1392, mas menciona o "japonês falso" apenas três vezes.
A atual teoria predominante é a de Shōsuke Murai, que demonstrou em 1988 que os primeiros wokou vieram de vários grupos étnicos em vez de uma nação singular. Murai escreveu que os wokous eram "homens marginais" vivendo em áreas politicamente instáveis sem alianças nacionais, semelhante à tese de Zomia. Os defensores desta teoria apontam que um dos primeiros líderes wokous, Ajibaldo, foi várias vezes reivindicado por fontes de época como mongol, japonês, coreano e um "ilhéu"; seu nome é aparentemente de origem coreana e mongol.